# Tko je tko u NDH
Tko je tko u NDH: Hrvatska 1941. – 1945., leksikon je tiskan u Zagrebu, nakladnik Minerva, 1997., ISBN 953-6377-03-9., str. 484 + I-XVI. Urednici: Zdravko Dizdar, Marko Grčić, Slaven Ravlić i Darko Stuparić. Uz njih, navedeno je 48 suradnika. Uvodni tekst Trpimir Macan: Nezavisna Država Hrvatska. Pristupi i dvojbe, str. VII-XI. 
Donosi životopise osoba iz javnog života koje su djelovale u doba NDH, bilo u okviru vlade, bilo kao njegovi protivnici, te istaknutih osoba iz kulture, umjetnosti, znanosti, gospodarstva, športa, crkvenog i cjelokupnog javnog života te države. U leksikon je uvršteno više od tisuću životopisa.

## Sadržaj knjige
- Riječ uredništva (V.)
- Nezavisna Država Hrvatska. Pristupi i dvojbe (Trpimir Macan) (VII.)
- Suradnici (XII.)
- Kratice (XV.)

- Leksikon (1)
- Kronologija političkih događaja u NDH 1941. – 1945. (439)
- Hrvatski državni sabor (447)
- Vlada Nezavisne Države Hrvatske (453)
- Poslanstva i poslanici u NDH (461)
- Nogomet u NDH (463)
- Glosarij (467)